# Henryk Panas
Henryk Panas ps. Jan Kamionka (ur. 4 stycznia 1912 we Lwowie, zm. 11 września 1985 w Olsztynie) – polski prozaik, dramaturg i publicysta.

## Życiorys
W 1933 ukończył studia historyczne na Uniwersytecie Jana Kazimierza we Lwowie. Podczas studiów działał w Polskiej Korporacji Akademickiej Cresovia Leopoliensis. Przed II wojną światową pracował jako nauczyciel historii w XI Państwowym Gimnazjum im. Jana i Andrzeja Śniadeckich we Lwowie i w V Państwowym Gimnazjum im. Hetmana Stanisława Żółkiewskiego we Lwowie. Był członkiem zarządu Lwowskiego Klubu Sportowego "Pogoń" odpowiedzialnym za redagowanie klubowego biuletynu. W 1939 roku uczestniczył w kampanii wrześniowej, walczył w obronie Lwowa jako podchorąży 26 Pułku Piechoty.
Po zajęciu Lwowa przez Armię Czerwoną był przez rok nauczycielem matematyki w 17 Szkole Średniej z polskim językiem nauczania. W sierpniu 1940 roku został aresztowany pod zarzutem szpiegostwa i prowadzenia antysowieckiej agitacji. Osadzony w więzieniu przy Łąckiego i skazany na 8 lat  obozu pracy poprawczej. W czerwcu 1941 roku wywieziony do więzienia etapowego w Starobielsku, następnie do Workutłagu, jednego z licznie rozsianych łagrów w Autonomicznej Republice Komi.
Zwolniony z obozu na mocy porozumienia Sikorski – Majski trafił we wrześniu 1941 roku do formujących się w Buzułuku Polskich Sił Zbrojnych w ZSRR. Został oficerem ewidencji personalnej 6 Dywizyjnego Batalionu Strzeleckiego „Dzieci Lwowskich”. Z II Korpusem Polskim przebył szlak bojowy przez Irak, Egipt, Włochy, walczył pod Monte Cassino. Od stycznia 1945 był nauczycielem matematyki w Gimnazjum i Liceum dla żołnierzy 2 Korpusu, które funkcjonowało pod oficjalną nazwą „Kursy Maturalne Nr 1” w Alessano. Awansował na porucznika.
W 1947 wrócił w nowe granice Polski i zamieszkał we Wrocławiu, gdzie pracował jako nauczyciel i dyrektor szkół, będąc również aktywistą PZPR. W okresie stalinowskim zmuszony był opuścić Wrocław. W 1952 osiedlił się na Mazurach i pracował jako kierownik szkoły we wsi Kamionki pod Giżyckiem. W 1956 przeniósł się do Olsztyna, gdzie początkowo był redaktorem miesięcznika „Warmia i Mazury” (1958-1972). Popularność przyniosła mu powieść Według Judasza. Apokryf, przetłumaczona na sześć języków obcych, w tym na japoński. W ostatnim okresie swego życia wiele czasu poświęcił pracy społecznej. Był jednym ze współzałożycieli Stowarzyszenia Społeczno-Kulturalnego „Pojezierze” w Olsztynie, gdzie pełnił funkcję prezesa tego stowarzyszenia (od 1976).
Został pochowany na cmentarzu komunalnym w Olsztynie (kw. G40 rząd 7 grób 37).

## Twórczość
- Bóg, wilki i ludzie. Opowiadania mazurskie (1960)
- Cierpki owoc. Powieść (1962)
- Na krawędzi nocy. Powieść (1963)
- Chłopiec z karabinem. Powieść (1966, 1969, 1976, 1982)
- Grzesznicy. Powieść (1966, 1981)
- Zagubieni w lesie. Powieść (1968, 1978, 1985)
- Prywatne życie Władysława Jagiełły. Powieść (1969)
- Prawo wojny i inne opowiadania (1969)
- Według Judasza. Apokryf. Powieść (1973, 1974, 1985)
- Na rozstajnych drogach. Powieść (1974)
- Krew na śniegu. Powieść (1976, 1987)
- Brat Leśnego Diabła. Powieść dla młodzieży (1978, Wydawnictwo Pojezierze 1983)
- Powrót z krainy Tzemil. Powieść (1978)
- Sprawy do przemyślenia. Szkice i felietony (1979)
- Rozstania. Szkic autobiograficzny (1980)
- Porytowe wzgórze. Powieść (1983)
- Judasza dziennik intymny. Powieść (1985)
- Opowiadanie wybrane (1988)
- Jak mi było u Andersa. Wspomnienia (1988)

## Nagrody
- Nagroda wojewódzka w Olsztynie (1963,1965)
- Nagroda miesięcznika "Warmia i Mazury" (1972)
- Nagroda tygodnika "Kultura" za powieść Według Judasza. Apokryf(1974)
- Za opowiadanie „Smak żelaza” otrzymał trzecią nagrodę w Konkursie „Trybuny Ludu” (1953)
- Za opowiadanie „ Rzeczy wielkie i małe” otrzymał trzecią nagrodę w konkursie ZMP i Rady Głównej LZS (1954)
- Za opowiadanie „Wypalone domy” w konkursie „Życia Literackiego” przyznano mu nagrodę drugą
- Powieść „Grzesznicy” wyróżniona została w konkursie Wydziału Kultury Prezydium ZLP
- Trzecią nagrodę w konkursie Komitetu do spraw Radia i Telewizji otrzymało widowisko Panasa „Jutro o siódmej”
- Nagroda Trybuny Ludu  (1982)[4]

## Nagroda im. Henryka Panasa
Od roku 2020 Stowarzyszenie Dziennikarzy Rzeczypospolitej Polskiej i Związek Literatów Polskich w Olsztynie przydzielają Nagrodę im. Henryka Panasa dla pisarzy i dziennikarzy związanych z Warmią i Mazurami. 
Laureaci:
- Krzysztof Daukszewicz (2021)[5][6]
- Aleksander Kwaśniewski (2022)[7][8]
- Wacław Radziwinowicz (2023)[9]
- Wiktor Marek Leyk (2024)[10]